# Rock Springs (Wisconsin)
Pour les articles homonymes, voir Rock Springs.
Rock Springs est un village du comté de Sauk, dans l'État du Wisconsin, aux États-Unis. En 2020, il comptait une population de 327 habitants.